# نينيزك (حومة دشتستان)
نينيزك (بالفارسية: نی‌نیزک) هي قرية تقع في إيران في منطقة مركزية ريفية. يقدر عدد سكانها بـ 576 نسمة بحسب إحصاء 2016.